# Pop Gates
William Penn Gates, detto Pop (Decatur, 30 agosto 1917 – New York, 2 dicembre 1999), è stato un cestista e allenatore di pallacanestro statunitense, professionista nella NBL e nella ABL.

## Palmarès
- Campione ABL (1950)
- All Tournament Team WPBT (1940, 1943)